# Daniel Aranzubía
Daniel Aranzubia Aguado (ur. 18 września 1979 w Logroño) – piłkarz hiszpański pochodzenia baskijskiego grający na pozycji bramkarza. Jest wychowankiem baskijskiego klubu Athletic Bilbao.

## Kariera klubowa
Dani Aranzubia jest wychowankiem Athletic Bilbao. Początkowo występował w rezerwach klubu w Segunda División B (3 liga), ale tam był trzecim bramkarzem, toteż w 1997 roku przeniesiono go do drugich rezerw - CD Baskonia. Po roku powrócił do Bilbao i przez dwa lata bronił w rezerwach. W 2000 roku został włączony do kadry pierwszej drużyny Athletic i 10 czerwca 2001 zadebiutował w Primera División w przegranych 1:3 derbach z Realem Sociedad. W sezonie 2001/2002 był rezerwowym dla Iñakiego Lafuente, toteż w lidze rozegrał tylko 8 spotkań. W sezonie 2002/2003 wygrał rywalizację ze swoim rywalem i doprowadził Athletic do 7. miejsca w lidze. W 2004 roku natomiast zajął ze swoim klubem wysokie 5. miejsce, dzięki czemu w sezonie 2004/2005 wystąpił w Pucharze UEFA, w którym bronił na przemian z Lafuente. W lidze Bilbao zajęło 9. miejsce. W sezonie 2005/2006 więcej meczów rozegrał Iñaki, ale w 2006/2007 pierwszym bramkarzem znów był Aranzubía, który jednak bronił słabiej niż w poprzednich sezonach, a Athletic do ostatniej kolejki bronił się przed spadkiem. W sezonie 2007/2008 usiadł na ławce, a pierwszym golkiperem stał się nowy nabytek - Gorka Iraizoz.
| Sezon   | Klub                | Kraj      | Rozgrywki                  | Mecze | Bramki |
| ------- | ------------------- | --------- | -------------------------- | ----- | ------ |
| 1996/97 | Athletic Bilbao     | Hiszpania | Primera División           | 5     | 0      |
| 1997/98 | CD Baskonia         | Hiszpania | Tercera División           | 31    | 0      |
| 1998/99 | Athletic Bilbao     | Hiszpania | Primera División           | 33    | 0      |
| 1999/00 | Athletic Bilbao     | Hiszpania | Primera División           | 32    | 0      |
| 2000/01 | Athletic Bilbao     | Hiszpania | Primera División           | 2     | 0      |
| 2001/02 | Athletic Bilbao     | Hiszpania | Primera División           | 8     | 0      |
| 2002/03 | Athletic Bilbao     | Hiszpania | Primera División           | 25    | 0      |
| 2003/04 | Athletic Bilbao     | Hiszpania | Primera División           | 34    | 0      |
| 2004/05 | Athletic Bilbao     | Hiszpania | Primera División           | 37    | 0      |
| 2005/06 | Athletic Bilbao     | Hiszpania | Primera División           | 18    | 0      |
| 2006/07 | Athletic Bilbao     | Hiszpania | Primera División           | 28    | 0      |
| 2007/08 | Athletic Bilbao     | Hiszpania | Primera División           | 10    | 0      |
| 2008/09 | Deportivo La Coruña | Hiszpania | Primera División           | 37    | 0      |
| 2009/10 | Deportivo La Coruña | Hiszpania | Primera División           | 36    | 0      |
| 2010/11 | Deportivo La Coruña | Hiszpania | Primera División           | 32    | 1      |
| 2011/12 | Deportivo La Coruña | Hiszpania | Segunda División           | 38    | 0      |
| 2011/12 | Deportivo La Coruña | Hiszpania | Segunda División           | 15    | 0      |
| 2012/13 | Deportivo La Coruña | Hiszpania | Segunda División           | 35    | 0      |
| 2013/14 | Atlético Madryt     | Hiszpania | Primera División           | 1     | 0      |
|         |                     |           | Łącznie w Primera División | 337   | 1      |
|         |                     |           | Łącznie w Segunda División | 88    | 0      |
|         |                     |           | Łącznie w Tercera División | 31    | 0      |
|         |                     |           | Łącznie w karierze         | 456   | 1      |

## Kariera reprezentacyjna
Aranzubia przez długi okres był podstawowym bramkarzem młodzieżowych reprezentacji Hiszpanii U-19, U-20 i U-21. W 1999 roku był graczem wyjściowej jedenastki na młodzieżowych MŚ w Nigerii i z imprezy tej przywiózł brązowy medal. Natomiast w 2000 roku wywalczył srebrny medal na Igrzyskach Olimpijskich w Sydney, gdzie także występował w pierwszej jedenastce.
5 czerwca 2004 roku Aranzubia zadebiutował w pierwszej reprezentacji, w wygranym 4:0 meczu z Andorą. Niedługo potem pojechał na Euro 2004 do Portugalii, gdzie był trzecim bramkarzem reprezentacji.